# Burt Young
Burt Young (ur. 30 kwietnia 1940 w Nowym Jorku, zm. 8 października 2023 w Los Angeles) – amerykański aktor. Popularność przyniosły mu role Pauliego Pennino w filmach o Rockym Balboa.

## Życie prywatne
Urodził się w Nowym Jorku jako Jerry De Louise. Jest synem Josephine i Michaela. Nazwisko zmienił na początku kariery, kiedy często grał typowych bohaterów z klasy robotniczej o włoskich korzeniach. Od 1974 r., kiedy zmarła jego żona, Gloria, pozostawał wdowcem. Miał córkę Anne Morea. Prowadził restaurację w Bronksie w Nowym Jorku.

## Kariera
Aktorstwa uczył się w Actors Studio pod okiem Lee Strasberga. Karierę rozpoczął na początku lat 70., rolą w filmie Gang, który nie potrafił strzelać. Potem wystąpił jeszcze w kilku produkcjach filmowych i telewizyjnych, w tym w Chinatown Romana Polańskiego, nim dostał jedną z najważniejszych ról w życiu. Występ z Sylvestrem Stallone w filmie Rocky, gdzie zagrał szwagra tytułowego bohatera, przyniósł mu nominację do Oscara w kategorii najlepszy aktor drugoplanowy. Jest jednym z trzech aktorów (obok Sylvestra Stallone i Tony’ego Burtona), który wystąpił we wszystkich częściach filmu Rocky.
Pamiętną kreację stworzył również w Konwoju, gdzie zagrał kierowcę ciężarówki. Od tego czasu pojawił się w wielu produkcjach m.in. Dawno temu w Ameryce, Ostatni don, M*A*S*H, Strażnik Teksasu, Prawo i porządek, czy Rodzina Soprano, ale to dzięki serii filmów o Rockym stał się znany.
Young był też malarzem, którego dzieła wystawiano w galeriach na całym świecie. Ponadto był autorem 400 stronicowej powieści historycznej i wielu publikacji, na podstawie których powstały dwa filmy.

## Filmografia
- Chinatown (1974) jako Curly
- Elita zabójców (The Killer Elite, 1975) jako Mac
- Rocky (1976) jako Paulie
- Konwój (Convoy, 1978) jako Pig Pen/Love Machine
- Rocky II (1979) jako Paulie
- Amityville II: Opętanie (Amityville II: The Possession, 1982) jako Anthony Montelli
- Rocky III (1982) jako Paulie
- Papież z Greenwich Village (Pope of Greenwich Village, 1984) jako Bedbug Eddie
- Dawno temu w Ameryce (Once Upon a Time in America, 1984) jako Joe
- Rocky IV (1985) jako Paulie
- Powrót do szkoły (1986) jako Lou
- Rocky V (1990) jako Paulie
- Ostatni don (The Last Don, 1997) jako Virginio Ballazzo
- Mickey Niebieskie Oko (Mickey Blue Eyes, 1999) jako Vito Graziosi
- Plan B (2001) jako Sal Palermo
- Transamerica (2005) jako Murray Schupak
- Rocky Balboa (2006) jako Paulie